# To the Sky (píseň, Owl City)
"To the Sky" je píseň amerického syntpopového projektu Owl City, která byla složena pro americký animovaný film „Legenda o sovích strážcích“ režiséra Zacka Snydera od Warner Bros. a Village Roadshow Pictures z roku 2010 a objevuje se tedy na soundtracku k filmu vydaném 21. září 2010 „Legend of the Guardians: The Owls of Ga'Hoole (Original Motion Picture Soundtrack)“ a již 31. srpna 2010 je vydán jako samostatný singl „To the Sky (From "Legend of the Guardians: The Owls of Ga'Hoole") – Single“.
Byla napsaná a produkovaná Adamem Youngem.

## Informace
„To the Sky“ se stala ústřední písní k filmu Legenda o sovích strážcích, který byl natočen podle série příběhů pro děti od spisovatelky Kathryn Lasky. Skladba byla vydána spolu s dalšími třinácti skladbami 21. září 2010. „To the Sky“ byla první skladbou Owl City od vydání úspěšného Ocean Eyes.
„Byla to tak neuvěřitelná čest být součástí tohoto filmu. Jako fanoušek jak dětské knižní série, když jsem vyrůstal, tak práce Zacka Snydera jako režiséra, je pro mě to, že je zde má hudba zahrnuta, něco neskutečného. Už jsem čekal, kdy někdo vytvoří takový film. Jsem nekonečně vděčný, že jsem byl do filmu zahrnut.“ říká Adam Young.
„To the Sky“ se objeví už během filmu, poté, co Soren a jeho kamarádi přiletí do „sovího města“ a začnou zde zdokonalovat své schopnosti. A samozřejmě uzavírá film jako doprovod k závěrečným titulkům.
„To the Sky“ je rytmická, svižná a veselá skladba doplněná zvukem rolniček, akustickou kytarou, což vše spolu s hlasem Adama Younga a textu písně, který dodává odvahy, zanechává v posluchači optimismus.
„To the Sky“ je přidáno jako bonus k albu All Things Bright and Beautiful na německém iTunes a v japonské edici.
Adam 19. ledna 2011 na Facebooku píše: „Okay, tak se dívám na Legendu o sovích strážcích a naráz slyším SVŮJ VLASTNÍ HLAS, který na mě zpívá! Proč mi o tom nikdo neřekl?!“

## Videoklip
Ve videu se Adam Young nachází v promítací místnosti, ve které poletují ptačí pírka. Adam zapíná projektor a od této chvíle je video doprovázeno záběry z filmu. Adam je zabírán, jak za stolem píše pravděpodobně text písně, poté začíná nahrávat píseň, hraje na kytaru, poté zpívá. Na konci videoklipu se promění v sovu. Videoklip byl zveřejněn na YouTube 15. září 2010. Režisérem byl Steve Hoover.